# 鉄鳥斎
鉄鳥斎（てっちょうさい、生没年不詳）とは、江戸時代の浮世絵師。

## 来歴
耳鳥斎の門人かといわれる。文化4年（1807年）に大坂で刊行された洒落本『一文塊』（いちもんにんぎょう、金太楼〈伊藤蘭洲〉作）の挿絵を描いており、画風は耳鳥斎に酷似する。